# 지바 마린 스타디움
지바 마린 스타디움(일본어: 千葉マリンスタジアム, Chiba Marine Stadium)은 일본 지바현 지바시 미하마구에 있는 야구장이며, 일본프로야구 퍼시픽 리그 팀 지바 롯데 마린스의 홈 구장이다.

## 개요
1990년 3월에 개장했으며, 3만여 명을 수용할 수 있는 구장이다. 경기장이 바닷가 근처에 있는 관계로 외야 쪽이 막혀 있으며 전광판에는 풍향과 풍속이 표시된다. 바람의 방향이 일정치 않아서 홈런이 잘 나오지 않는다.
구장 시설은 지바시, 주차장 등의 토지 부분은 지바현이 각각 소유하여 지바 롯데 마린스가 지정 관리자로서 운영 관리를 실시하고 있기 때문에 관리 업무는 지바 롯데 마린스 구단 등이 출자하는 주식회사 지바 마린 스타디움(株式会社千葉マリンスタジアム)이 수탁 중이다.
구장 시설(지바 마린 스타디움)의 명칭에 관해서는 지명을 사용하지는 않고 마린 스타디움(マリンスタジアム), 마리 스타(マリスタ), 혹은 지바 마린(千葉マリン), 마린(マリン)이라는 형태의 생략한 통칭도 사용된다. 덧붙여 소유와 관리를 실시하는 각 법인은 시설 명명권의 매각을 검토하고 있었지만, 계약에는 이르지 않았다.
QVC 재팬과의 명명권 계약으로 2011년 3월 1일부터 경기장 명칭을 QVC 마린필드(QVCマリンフィールド)로 하고 있다.
그로부터 5년 후인, 2016년 11월 18일에 31억 엔에 계약을 새로 체결하면서, 12월 1일부터는 명칭이 ZOZO 마린 스타디움(ZOZOマリンスタジアム)으로 불리게 된다.
일본의 대표적인 전시장인 마쿠하리 멧세가 야구장 근처에 있다.

## 사진 자료

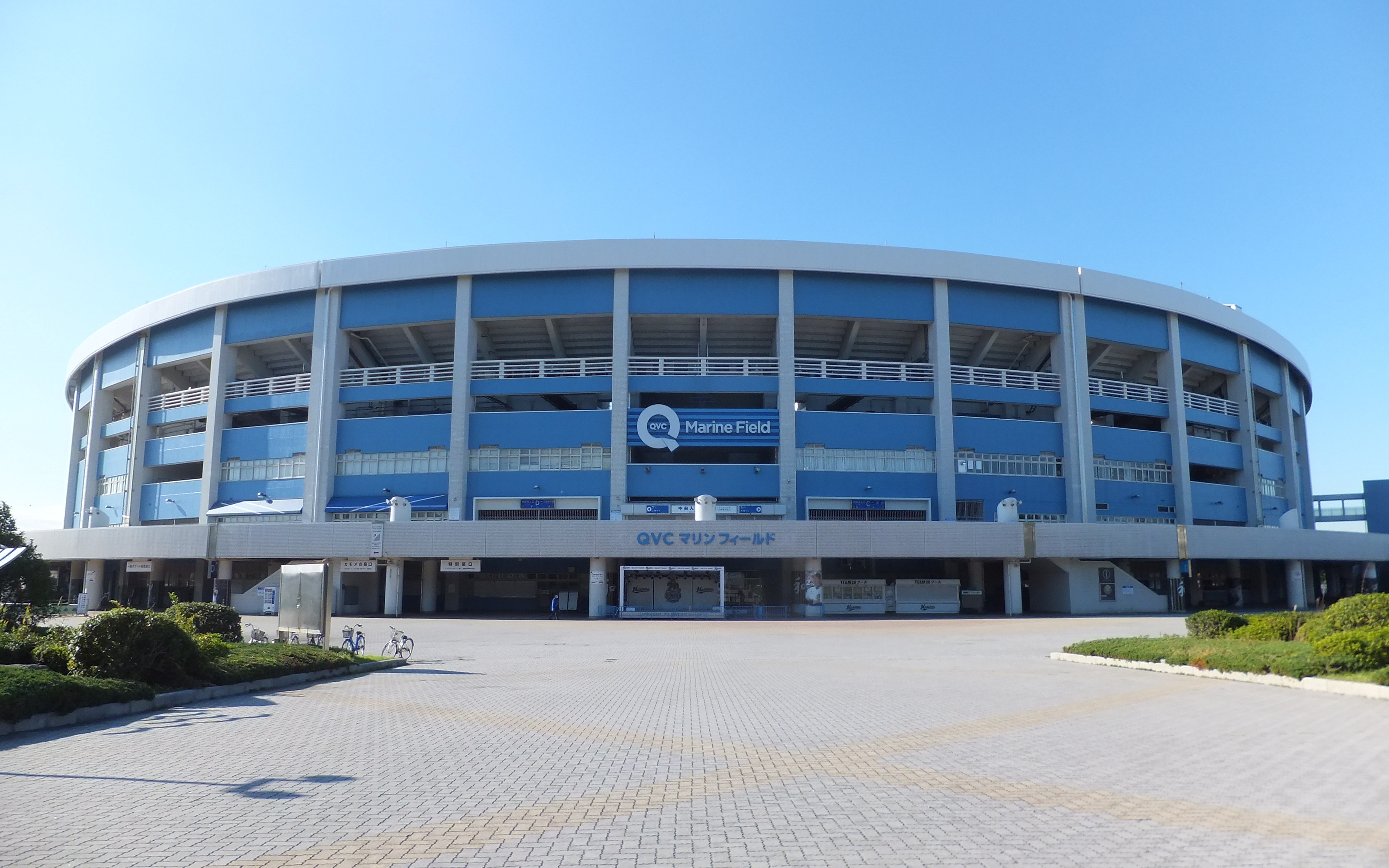
구장 외관
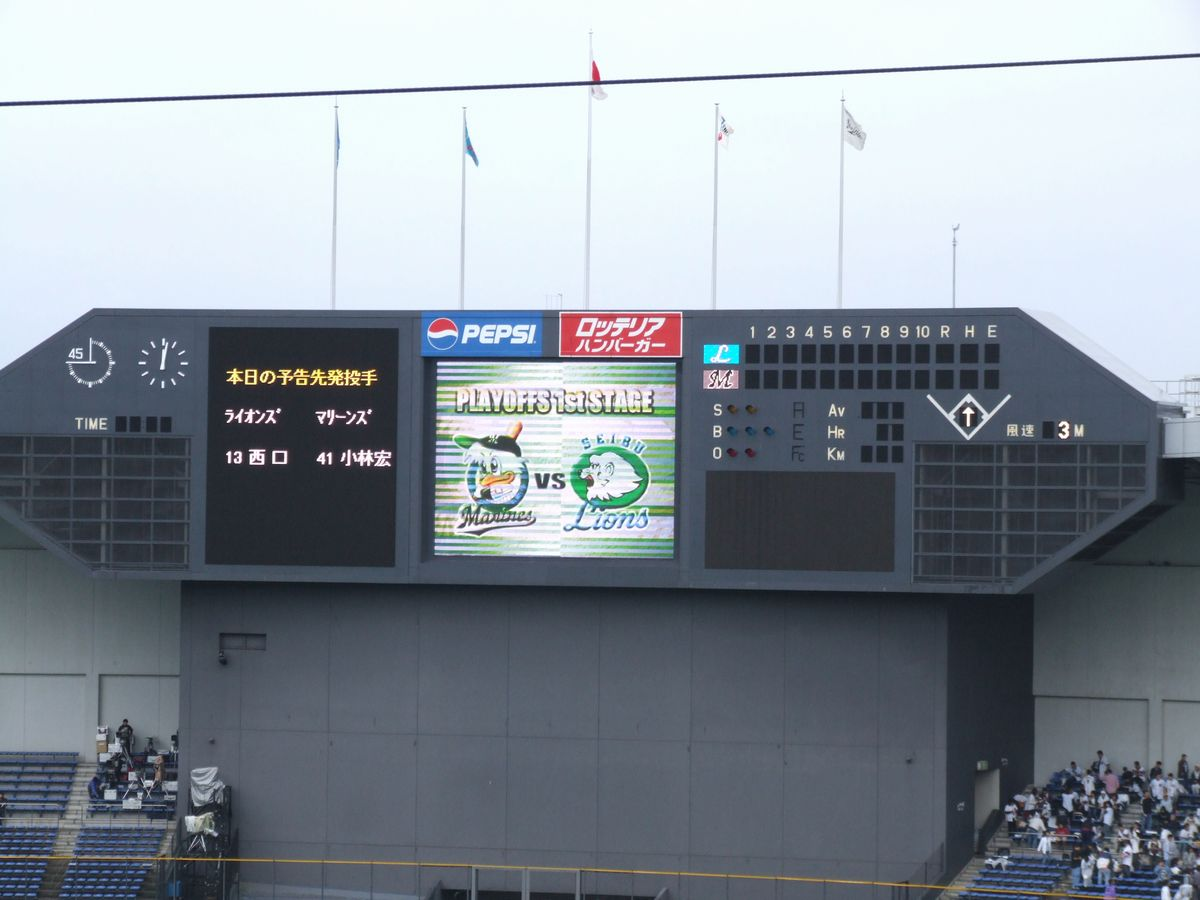
전광판
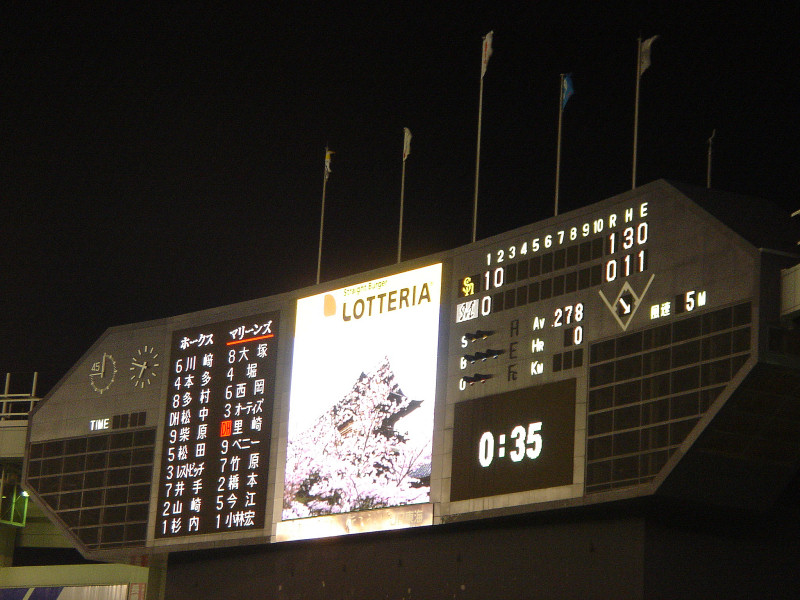
전광판(야간)
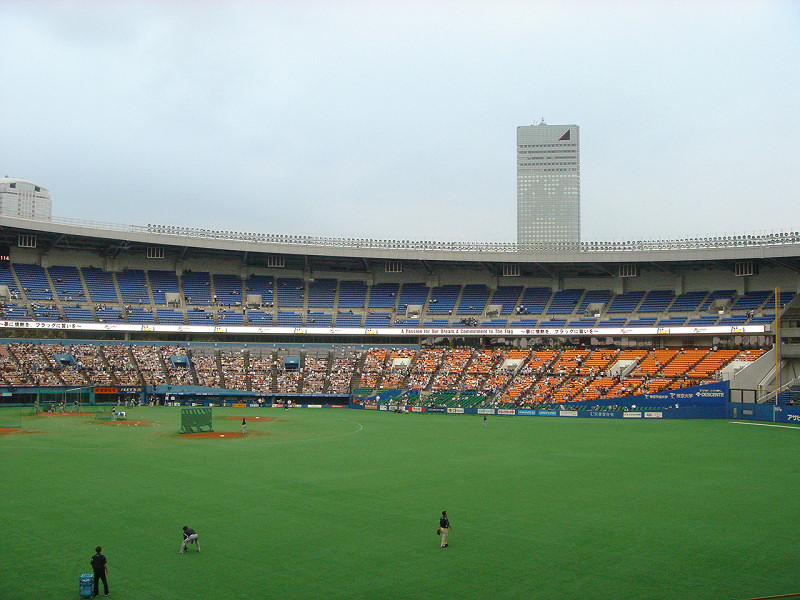
외야 관중석
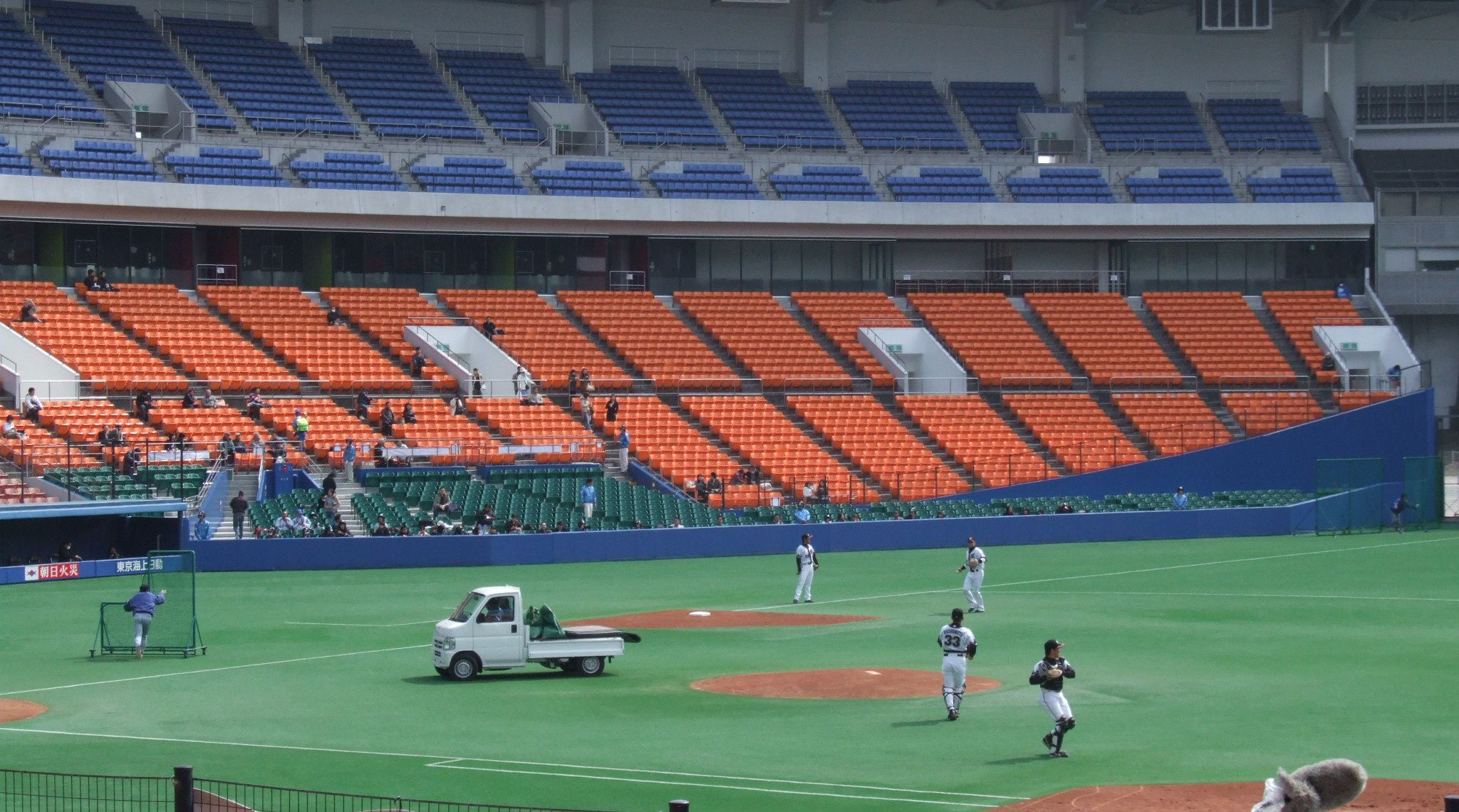
관중석
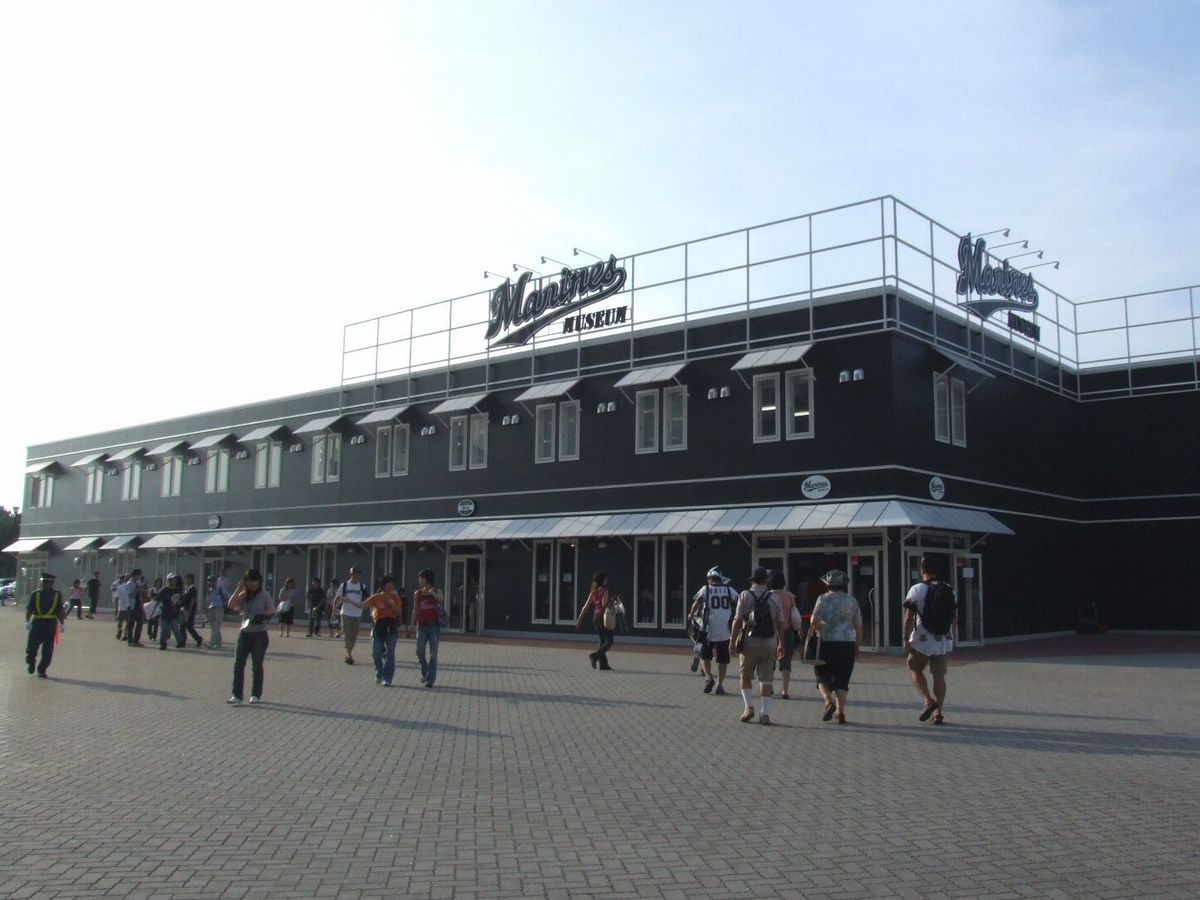
마린스 박물관
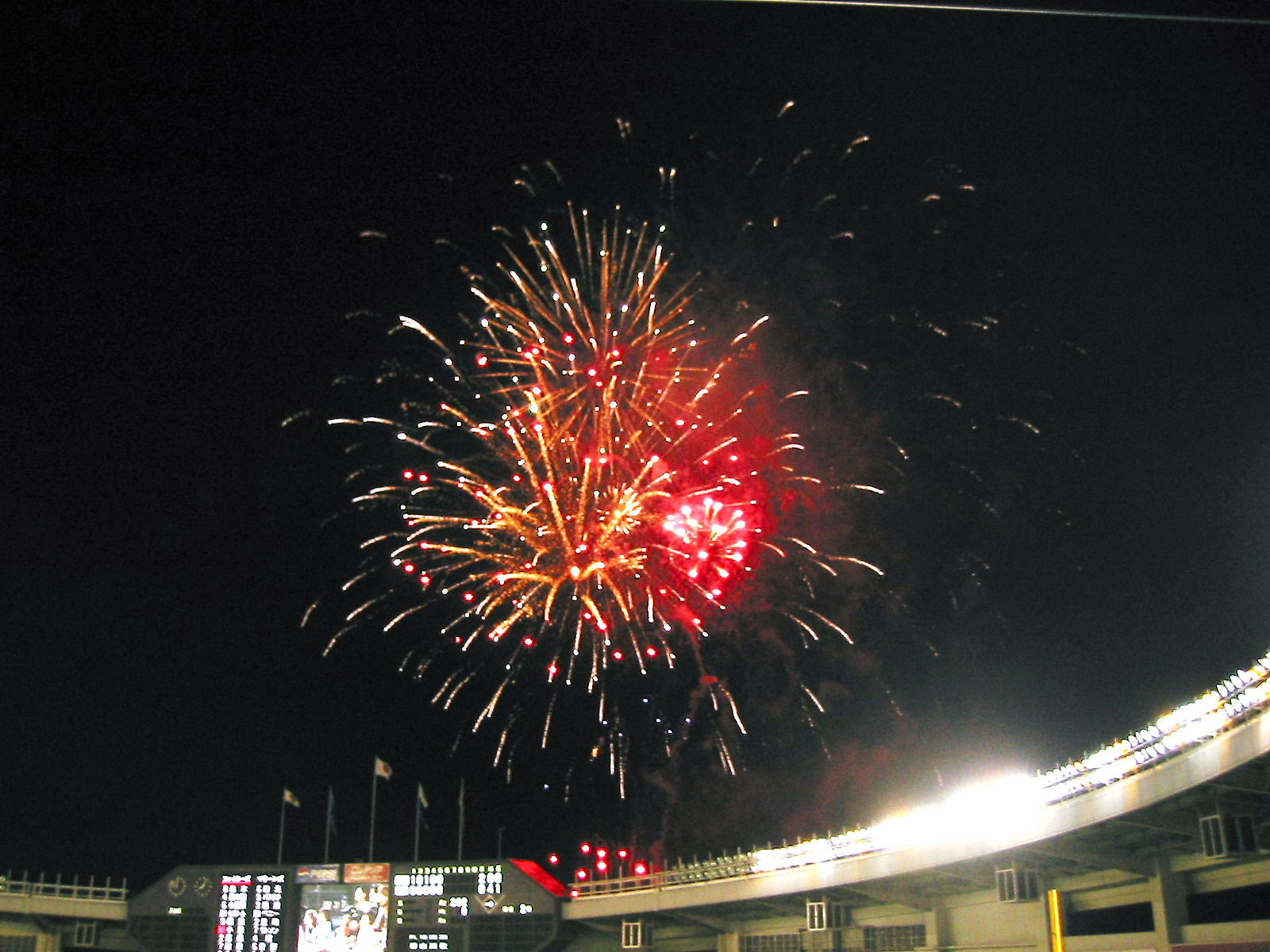
경기 도중 이벤트 차원에서 실시한 불꽃놀이 모습